# Џигољ
Џигољ је насељено место града Прокупља у Топличком округу. Према попису из 2022. било је 149 становника (према попису из 1991. било је 497 становника).

## Демографија
У насељу Џигољ живи 228 пунолетних становника, а просечна старост становништва износи 45,0 година (42,3 код мушкараца и 48,2 код жена). У насељу има 103 домаћинства, а просечан број чланова по домаћинству је 2,68.
Ово насеље је у потпуности насељено Србима (према попису из 2002. године).
|  |

| Демографија | Демографија | Демографија |
| Година      | Становника  | Становника  |
| ----------- | ----------- | ----------- |
| 1948.       | 568         |             |
| 1953.       | 603         |             |
| 1961.       | 589         |             |
| 1971.       | 527         |             |
| 1981.       | 490         |             |
| 1991.       | 497         | 448         |
| 2002.       | 276         | 302         |

| Етнички састав према попису из 2002.‍ | Етнички састав према попису из 2002.‍ | Етнички састав према попису из 2002.‍ | Етнички састав према попису из 2002.‍ | Етнички састав према попису из 2002.‍ |
| ------------------------------------ | ------------------------------------ | ------------------------------------ | ------------------------------------ | ------------------------------------ |
|                                      |                                      |                                      |                                      |                                      |
| Срби                                 | Срби                                 |                                      | 276                                  | 100,0%                               |
| непознато                            | непознато                            |                                      | 0                                    | 0,0%                                 |

| Година пописа     | 1948. | 1953. | 1961. | 1971. | 1981. | 1991. | 2002. |
| ----------------- | ----- | ----- | ----- | ----- | ----- | ----- | ----- |
| Број домаћинстава | 91    | 113   | 117   | 127   | 128   | 153   | 103   |

| Број чланова      | 1  | 2  | 3 | 4  | 5 | 6 | 7 | 8 | 9 | 10 и више | Просек |
| ----------------- | -- | -- | - | -- | - | - | - | - | - | --------- | ------ |
| Број домаћинстава | 33 | 31 | 7 | 14 | 8 | 8 | 0 | 2 | 0 | 0         | 2,68   |

| Пол    | Укупно | Неожењен/Неудата | Ожењен/Удата | Удовац/Удовица | Разведен/Разведена | Непознато |
| ------ | ------ | ---------------- | ------------ | -------------- | ------------------ | --------- |
| Мушки  | 123    | 25               | 80           | 15             | 3                  | 0         |
| Женски | 111    | 8                | 78           | 23             | 2                  | 0         |
| УКУПНО | 234    | 33               | 158          | 38             | 5                  | 0         |

| Пол    | Укупно                    | Пољопривреда, лов и шумарство | Рибарство                            | Вађење руде и камена | Прерађивачка индустрија       |
| ------ | ------------------------- | ----------------------------- | ------------------------------------ | -------------------- | ----------------------------- |
| Мушки  | 58                        | 25                            | 0                                    | 0                    | 15                            |
| Женски | 20                        | 11                            | 0                                    | 0                    | 2                             |
| УКУПНО | 78                        | 36                            | 0                                    | 0                    | 17                            |
| Пол    | Производња и снабдевање   | Грађевинарство                | Трговина                             | Хотели и ресторани   | Саобраћај, складиштење и везе |
| Мушки  | 1                         | 1                             | 2                                    | 0                    | 1                             |
| Женски | 0                         | 0                             | 3                                    | 0                    | 0                             |
| УКУПНО | 1                         | 1                             | 5                                    | 0                    | 1                             |
| Пол    | Финансијско посредовање   | Некретнине                    | Државна управа и одбрана             | Образовање           | Здравствени и социјални рад   |
| Мушки  | 0                         | 0                             | 6                                    | 0                    | 1                             |
| Женски | 0                         | 0                             | 0                                    | 1                    | 2                             |
| УКУПНО | 0                         | 0                             | 6                                    | 1                    | 3                             |
| Пол    | Остале услужне активности | Приватна домаћинства          | Екстериторијалне организације и тела | Непознато            | Непознато                     |
| Мушки  | 0                         | 0                             | 0                                    | 6                    | 6                             |
| Женски | 0                         | 0                             | 0                                    | 1                    | 1                             |
| УКУПНО | 0                         | 0                             | 0                                    | 7                    | 7                             |